# اسلاوکو دوکمانوویچ
اسلاوکو دوکمانویچ (صربی: Slavko Dokmanović؛ ۱۴ دسامبر ۱۹۴۹ – ۲۹ ژوئن ۱۹۹۸) یک سیاست‌مدار اهل جمهوری فدرال سوسیالیستی یوگسلاوی بود.وی کمی پیش از کشتار ووکوار شهردار این شهر بود.
وی توسط دادگاه بین‌المللی کیفری یوگسلاوی سابق به نقض آشکار کنوانسیون ژنو، نقض آداب و قوانین جنگ و جنایت علیه بشریت در هنگام کشتار ووکوار متهم شد.در سال ۱۹۹۷ دستگیر شد اما پیش از دادگاه در ۲۸ ژوئن ۱۹۹۸ در سلولش خود را حلق‌آویز کرد. 